# ژول کونده
ژول کُنده (فرانسوی: Jules Koundé‎؛ زادهٔ ۱۲ نوامبر ۱۹۹۸) بازیکن فوتبال حرفه‌ای فوتبال فرانسوی است که به عنوان مدافع راست برای باشگاه فوتبال بارسلونا در لالیگا و تیم ملی فرانسه بازی می‌کند.

## حرفه باشگاهی

### بوردو

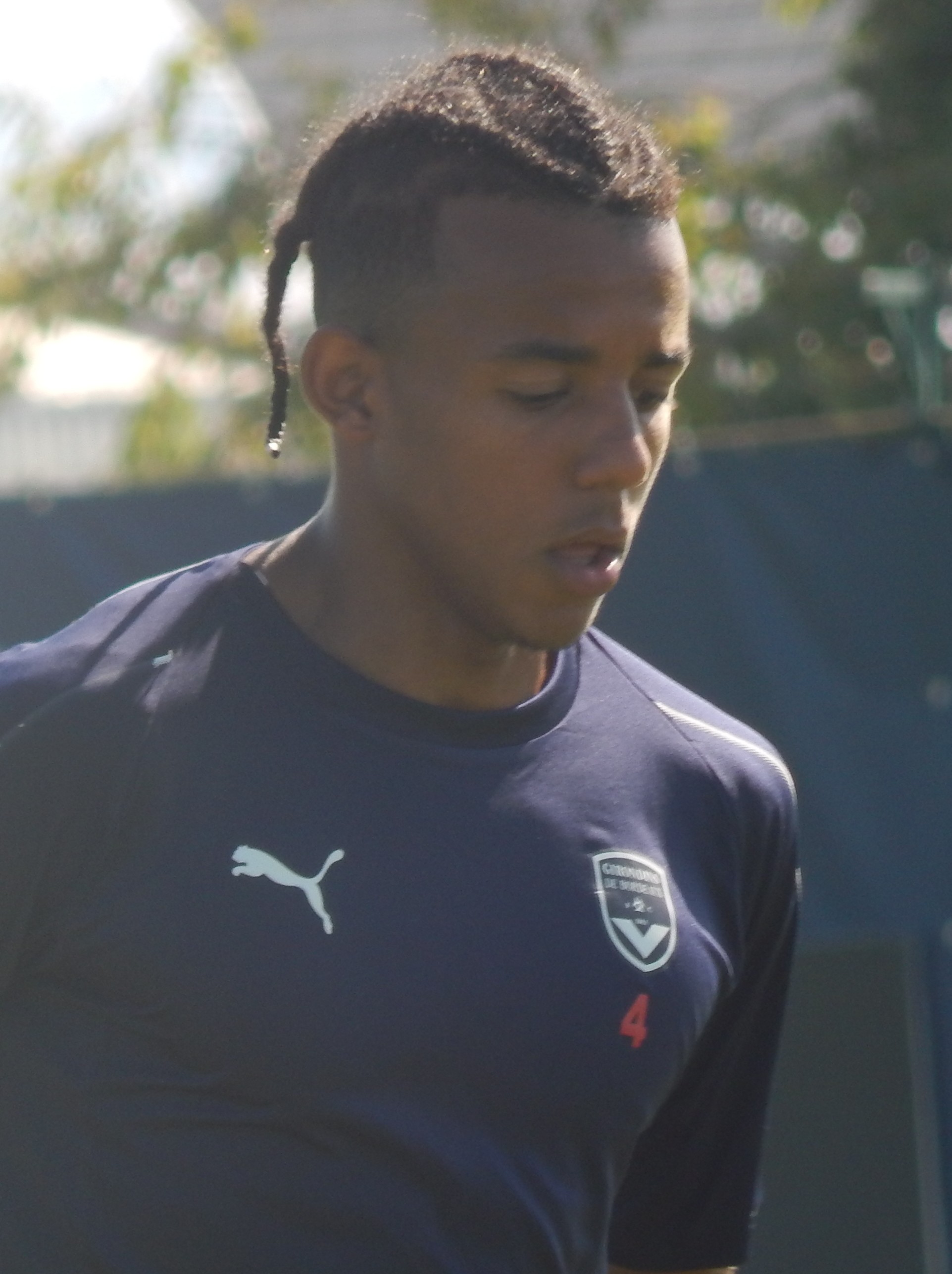
کُنده با بوردو در سال ۲۰۱۸

کُنده در اولین بازی تیمش برای بوردو در باخت ۲–۱ جام حذفی فوتبال فرانسه در خارج از خانه مقابل گرانویل در ۱/۳۲ نهایی در ۷ ژانویه ۲۰۱۸، با بازی ۹۰ دقیقه کامل زمان عادی و ۳۰ دقیقه کامل وقت اضافی حضور داشت. او در اولین بازی خود در لیگ ۱ برای بوردو در پیروزی ۱–۰ خارج از خانه مقابل تروا در ۱۳ ژانویه ۲۰۱۸ حضور یافت. در ۱۰ فوریه ۲۰۱۸، کُنده گل ابتدای پیروزی ۳–۲ لیگ ۱ در خانه مقابل آمیان را به ثمر رساند. این اولین گل وی در لیگ ۱ بود و اولین گل رقابتی او برای تیم اصلی بوردو بود.

### سویا
در ۳ ژوئیه ۲۰۱۹، او با باشگاه اسپانیایی سویا قرارداد امضا کرد. هزینه انتقال پرداخت شده به بوردو ۲۵ میلیون یورو گزارش شده‌است.

### بارسلونا
او در سال ۲۰۲۲ با رقم ۵۰+۱۰ میلیون یورو متغیرات (پاداش) به بارسلونا پیوست. ابتدا در فصل ۲۰۲۳-۲۰۲۲ بعنوان دفاع راست بازی کرد. اما در فصل ۲۰۲۴-۲۰۲۳ و با ورود ژوآئو کانسلو به بارسلونا، وی به پست مدافع میانی منتقل شد و مدتی در این پست به میدان رفت. در فصل ۲۰۲۵-۲۰۲۴، که همزمان با انتخاب هانسی فلیک بعنوان سرمربی بارسلونا و همچنین پایان قرارداد قرضی کانسلو با این تیم بود، کونده به پست دفاع راست بازگشت و به مهره ای کلیدی و غیرقابل جایگزین در ترکیب بارسلونا تبدیل شد. وی به همراه لامین یامال، سمت راست ترکیب بلوگرانا را به منطقه ای ترسناک برای حریفان تبدیل کردند و همین عملکرد، باعث مقایسه زوج کونده-یامال با زوج آلوز-مسی شده است. 

## آمار ملی

### بازی‌های ملی
تا تاریخ ۲۱ نوامبر ۲۰۲۳
| فرانسه | فرانسه | فرانسه |
| سال    | بازی   | گل     |
| ------ | ------ | ------ |
| ۲۰۲۱   | ۷      | ۰      |
| ۲۰۲۲   | ۱۱     | ۰      |
| ۲۰۲۳   | ۶      | ۰      |
| مجموع  | ۲۴     | ۰      |

## زندگی شخصی
کُنده از نژاد بنینی است. وی همچنین گران‌ترین مدافع تاریخ لالیگا نیز نامیده می‌شود.
به او ژولز ژردن هم می‌گفتند

## افتخارات

### باشگاهی
سویا
- لیگ اروپا: ۲۰–۲۰۱۹[۹]

بارسلونا
(قهرمان)
سوپرکاپ اسپانیا: ۲۰۲۳، ۲۰۲۵ 
لا لیگا ۲۳–۲۰۲۲

### فردی
- ترکیب فصل لیگ اروپا: ۲۰–۲۰۱۹[۱۰]

2022 World Cup runner-up
ملی
نایب قهرمان جام‌جهانی ۲۰۲۲